# NGC 6856
NGC 6856 est un amas ouvert situé dans la constellation du Cygne. Il a été découvert par l'astronome britannique John Herschel en 1826.
NGC 6856 est à 1 704 ± 79 pc (∼5 560 al) du système solaire et les dernières estimations donnent un âge de 1,8 milliard d'années. La taille apparente de l'amas est de 3,2 minutes d'arc, ce qui, compte tenu de la distance et grâce à un calcul simple, équivaut à une taille réelle de 5,17 ± 0,24 al.
Le professeur Seligman et Wolfgang Steinicke considèrent NGC 6856 comme un groupe d'étoiles et non comme un amas ouvert. NGC 6856 ne figure pas sur le site WEBDA qui est consacré aux amas ouverts. Cependant, les bases de données astronomiques NASA/IPAC, Simbad et HyperLeda considèrent NGC 6856 comme un amas ouvert.